# Сассен-фьорд
Сассен-фьорд (норв. Sassenfjorden) — фьорд, врезающийся в побережье острова Западный Шпицберген (архипелаг Шпицберген, Норвегия).
Сассен-фьорд является одним из ответвлений Ис-фьорда. Он расположен в центральной части острова, между Землёй Бюнсова и Землёй Норденшельда. Часть фьорда, вдающаяся в сушу между Землёй Бюнсова и Землёй Сэбина, носит название Темпель-фьорд.